# Neoperla indica
Neoperla indica är en bäcksländeart som beskrevs av James George Needham 1909. Neoperla indica ingår i släktet Neoperla och familjen jättebäcksländor. Inga underarter finns listade i Catalogue of Life.